# Tetrahedron
Tetrahedron (підзаголовок: Міжнародний журнал для швидкої публікації повних оригінальних наукових статей і критичних оглядів з органічної хімії) — щотижневий науковий рецензований журналу з органічної хімії, який видається з 1957 року Elsevier . 
Англійська назва Tetrahedron українською означає чотиригранник. Це натяк на тетраедричну структуру вуглецю, основного елемента органічної хімії.
Імпакт-фактор Tetrahedron становить 2,457 (2020). У статистиці Science Citation Index у 2020 році журнал посів 27 місце з 57 журналів категорії органічна хімія . 
Річна передплата на друковане видання Tetrahedron становила 14 807 доларів США на початку 2021 року для установ у всьому світі, за винятком Європи. У Європі річна передплата для закладів на початок 2021 року коштувала 13 236 євро.
На додаток до основного журналу Elsevier також видає дочірні журнали Tetrahedron Letters і Tetrahedron: Asymmetry.
Elsevier також присудив премію з органічної хімії (Tetrahedron Prize) за назвою журналу.